# San Paolo (Italia)
San Paolo (San Pàol in dialetto bresciano) è un comune italiano di 4 461 abitanti della provincia di Brescia in Lombardia.
L'attuale denominazione di San Paolo, in onore del pontefice bresciano Paolo VI, ha sostituito la precedente di Pedergnaga Oriano a seguito di delibera Consigliare del 25 ottobre 1963 suggellata con il Decreto del Presidente della Repubblica del 14 agosto 1964, n. 732.

## Geografia fisica
Il territorio del comune è pianeggiante.
Dal punto di vista idrografico, presso il laghetto di Scarpizzolo nasce lo Strone, affluente di sinistra del fiume Oglio. Diverse sono le rogge che irrigano la pianura: la roggia Cesaresca, attraversa la frazione di Oriano, mentre la Quinzana accosta la provinciale quinzanese e divide San Paolo dal territorio di Verolanuova.

## Storia
L'attuale istituzione comunale sorse al termine del 1927, quando con Regio Decreto 17 novembre 1927, n. 2217, furono soppresse le municipalità di Oriano, Cremezzano e Scarpizzolo e i loro territori furono inglobati in quello di Pedergnaga. Pochi mesi dopo, con Regio Decreto 12 febbraio 1928, n. 368, il comune cambiò denominazione in Pedergnaga Oriano.
A seguito dei problemi dovuti alla disponibilità di edifici sacri e data la vicinanza degli abitati di Oriano e Pedergnaga, negli anni sessanta del XX secolo si avviò la pianificazione di un nuovo quartiere amministrativo posto al centro degli stessi e comprendente una nuova chiesa parrocchiale. Lo sviluppo di questo quartiere ha portato all'unificazione delle due originarie frazioni costituendo un unico nucleo abitativo.
Il 25 ottobre 1963 fu deliberata dal Consiglio comunale la sostituzione della denominazione nell'attuale San Paolo, in onore del papa Paolo VI.
Nel 1965 il vescovo di Brescia Luigi Morstabilini con apposito decreto soppresse le parrocchie di Santa Maria Assunta, di Oriano, e della Natività di Maria Vergine, di Pedergnaga, costituendo quella di San Paolo. L'edificio ecclesiale fu completato nel 1967.

### Simboli
nero, fondata in punta, merlata alla guelfa di tre, munita di marcapiano, finestrata di nero con finestra a
filo del marcapiano, chiusa dello stesso; al capo di
rosso, caricato di cinque spighe di farro, d'oro, poste a ventaglio.
Ornamenti esteriori da Comune.»
(D.P.R. del 22 gennaio 2001)
Oltre alla torre, tradizionale simbolo dell'autonomia comunale, compaiono delle spighe di farro a ricordo dell'antico Pagus Farraticanus, uno dei distretti romani nei quali era suddiviso l'agro bresciano, che prendeva nome dalla diffusa produzione di farro. Le spighe sono in numero di cinque a rappresentare le frazioni, un tempo indipendenti, di Cremezzano, Oriano, Pedergnaga, Scarpizzolo e Trignano.
Il gonfalone è un drappo partito di giallo e di rosso.

## Monumenti e luoghi d'interesse

### Chiesa di Santa Maria Nascente
Fu la chiesa parrocchiale di Pedergnaga, dedicata alla Natività della Beata Vergine Maria. Secondo Mazza (1986) sorse su una fabbrica ecclesiale preesistente e subì degli interventi di restauro tra il 1848 e il 1850. Il campanile originario era posizionato a fianco del presbiterio e fu demolito in quanto pericolante. L'attuale torre campanaria è stata costruita nei pressi della facciata.
La facciata esterna si presenta con un timpano sorretto da quattro colonne a capitello ionico. Cinque statue ornano la parte alta.

### Chiesa di Santa Maria Assunta
Fu la chiesa parrocchiale della comunità di Oriano, dedicata all'Assunzione di Maria.
Fu costruita nel Settecento sulla pieve preesistente, secondo Mazza (1986) sulla base di un progetto dall'architetto bresciano Gaspare Turbini.
Presenta all'interno un'ultima cena ad opera di Antonio Gandino (1593) e una croce astile del XVI secolo.

### Castello di Pedergnaga
Dell'originario fortilizio rimane il perimetro e il lato ad occidente, ridotto a casa colonica. Nel XVI secolo fu aggiunta una sala a pianta asimmetrica affrescata con soffitto a cassonetti, di cui oggi permangono alcune tracce. Nello stesso periodo fu costruita la torre a pianta quadrata ornata di stemmi degli Averoldi.

## Società

### Evoluzione demografica
Abitanti censiti

### Lingue e dialetti
Nel territorio di San Paolo è parlato l'italiano. Il dialetto locale è il dialetto bresciano.

## Geografia antropica

### Cremezzano
È una frazione posta a nord-ovest dell'abitato principale. È stato comune autonomo fino al 17 novembre 1927, quando fu aggregato al comune di Pedergnaga.

### Pedergnaga
Pedergnaga è una frazione di San Paolo. Risulta essere la parte orientale dell'abitato principale, il quale è formato dalla conurbazione delle due principali località del comune.

### Oriano
Frazione che risulta essere la parte occidentale dell'abitato principale. È stato comune autonomo fino al 17 novembre 1927, quando fu aggregato al comune di Pedergnaga originando l'attuale ente municipale.

### Scarpizzolo
Frazione posta a nord-est dell'abitato principale. È stato comune autonomo fino al 17 novembre 1927, quando fu aggregato al comune di Pedergnaga.

### Trignano
È una località posta a nord dell'abitato principale, ad est di Cremezzano e ad ovest di Scarpizzolo, di cui fu frazione prima che fosse assorbito da Pedergnaga per costituire l'attuale ente municipale.
È presente il palazzo Albani, costruzione dei secoli XVI e XVII, e la chiesetta della visitazione di Maria ad Elisabetta, costruita ad inizio Quattrocento e successivamente rimaneggiata.

## Infrastrutture e trasporti
Il territorio di San Paolo è solcato da due strade provinciali:
- la strada provinciale BS 668 Lenese che passa a nord delle frazioni di Cremezzano e di Scarpizzolo;
- la strada provinciale XI Quinzanese che passa ad oriente di Pedergnaga e per un certo tratto costituisce il confine con il vicino comune di Verolanuova.

Oriano e Pedergnaga, invece, sono attraversati da una strada vicinale che li collega alle frazioni di Cadignano di Verolanuova e di Coniolo di Orzinuovi. Cremezzano è collegato da un'altra strada vicinale con la frazione orceana di Pudiano e Gerolanuova di Pompiano.
Dal punto di vista del trasporto pubblico interurbano, il territorio comunale è servito da alcune linee autobus esercite dal consorzio Trasporti Brescia Sud: la LS011 Orzinuovi-Manerbio, la LS012 Borgo San Giacomo/Quinzano-Brescia e da alcune corse della LS015 Verolanuova/Faverzano-Brescia.

## Amministrazione
| Periodo        | Periodo        | Primo cittadino    | Partito      | Carica  | Note          |
| -------------- | -------------- | ------------------ | ------------ | ------- | ------------- |
| 24 aprile 1995 | 14 giugno 1999 | Livio Bignetti     | lista civica | sindaco | [ 13 ]        |
| 14 giugno 1999 | 8 giugno 2009  | Fausto Gardoni     | lista civica | sindaco | [ 14 ] [ 15 ] |
| 8 giugno 2009  | 26 maggio 2014 | Giuseppe Pelizzari | lista civica | sindaco | [ 16 ]        |
| 26 maggio 2014 | 9 giugno 2024  | Giancarla Zernini  | lista civica | sindaco | [ 17 ]        |

## Gastronomia
A San Paolo è coltivato il farro di San Paolo, prodotto che ha ricevuto la registrazione come De.Co.

## Sport

### Basket
La società sportiva di basket rappresentativa di San Paolo è stata la San Paolo Cowboys, squadra fondata nel 2012.  Disputava le proprie partite interne presso la palestra delle scuole medie di Via Papa Giovanni Paolo XXIII con capienza pari a 400 spettatori. I colori sociali sono il blu, il bianco ed il rosso.
Nel 2022 i San Paolo Cowboys vincono il campionato di prima divisione, al termine di una stagione da record, con 26 vittorie su 27 gare disputate.
A luglio 2022 i San Paolo Cowboys annunciano il trasferimento della squadra a Bagnolo Mella, ed il cambio della denominazione in Terre Basse Cowboys.

### Calcio
A San Paolo sono presenti tre squadre di calcio